# Scaphytopius utahensis
Scaphytopius utahensis är en insektsart som beskrevs av Hepner 1946. Scaphytopius utahensis ingår i släktet Scaphytopius och familjen dvärgstritar. Inga underarter finns listade i Catalogue of Life.